# Micrelloides polemon
Micrelloides polemon är en insektsart som beskrevs av George Willis Kirkaldy 1907. Micrelloides polemon ingår i släktet Micrelloides och familjen dvärgstritar. Inga underarter finns listade i Catalogue of Life.